# Крка (предузеће)
Крка д. д. је међународна генеричка фармацеутска компанија са седиштем у Новом Месту, Словенија. Укупна продаја Крка Групе у 2012. години износила је 1 143,3 милиона евра. Последњих пет година просечни годишњи раст продаје износио је 12,8%. Кркини производи продају се у преко 70 држава света. Поред бројних компанија и представништава Крка има и сопствене производне и дистрибутивне центре у Руској Федерацији, Пољској, Хрватској и Немачкој. На крају 2012. године Крка је запошљавала 9,461 radnika.

## Активности и производи
Камен темељац Кркиног пословања јесте фармацеутска и хемијска делатност. Лекови који се издају на рецепт учествују са 82% у укупној продаји Крка Групе. Лекови који се издају без рецепта и лекови за употребу у ветеринарској медицини учествују у Кркиној продаји са 11% односно 4%. Кркина лечилишта и турстички центри у оквиру Терми Крка доприносе укупној Кркиној продаји са 3%. 

### Лекови који се издају на рецепт
Крка се приликом одлучивања о производној палети руководи индикацијским областима односно обољењима од којих данас оболева највећи број људи. Најзначајније терапијске групе представљају лекови за лечење кардиоваскуларних болести, обољења дигестивног тракта, поремећаја метаболизма и централног нервног система. Њих прате лекови за лечење инфекција, лекови за лечење болести крви и крвотворних органа, лекови за лечење обољења уринарног тракта као и лекови за лечења болести респираторног система. Кључни производи који се користе у лечењу кардиоваскуларних болести укључују лекове за лечење повишеног крвног притиска (АЦЕ инхибитори – еналаприл, перидноприл, рамиприл; сартани – лосартан, валсартан, телмисартан), за лечење повишених вредности холестерола (аторвастатин, росувастатин, симвастатин), за лечење тромботичних угрушака (клопидогрел) и бројне друге лекове. 
Инхибитори протонске пумпе за лечење улкусне болести и рефлукса су кључни лекови у групи лекова који се користе у лечењу болести дигестивног тракта и поремећаја метаболизма (ланзопразол, пантопразол, есомепразол). 
Из групе лекова који се користе у лечењу болести централног нервног система Крка производи антидепресиве (венлафаксин, сертралин, есциталопрам), антипсихотике (оланзапин, кветиапин) као и лекове који се користе у лечењу Паркинсонове и Алцхајмерове болести. 
Значајно индикационо подручје чине антимикробни лекови (кларитромицин). Крка производи и аналгетике, лекове за лечење болести респираторног система, бенигне хиперплазије простате, и дијабетеса типа 2.

### Лекови који се издају без рецепта
Кркини лекови који се издају без рецепта намењени су превенцији оболевања и лечењу благих облика болести који не захтевају медицинску негу. Они укључују лекове који делују у устима и ждрелу (Septolete) , витамине и минерале (Пиковит и Дуовит), лекове против кашља и прехладе (Хербион), лекове за побољшање меморије и концентрације (Билобил) и аналгетике (Налгесин С). 

### Лекови за употребу у ветеринарској медицини
Кркини лекови за употребу у ветеринарској медицини обухватају антиинфективне лекове, антипаразитарне лекове и инсектициде, продукте за дигестивни тракт и метаболизам, антисептике и дезинфицијенсе. 

### Лечилишта и туризам
Основну делатност производње лекова за употребу у хуманој и ветеринарској медицини Крка допуњује туристичком делатношћу и лечилиштима у оквиру Терми Крка. У саставу Терми Крка налазе се хотели Терме Долењске Топлице, Терме Шмарјешке Топлице, приморски центар Таласо Струњан, Хотел Оточец који је једини хотел у дворцу у Словенији и пословни Хотел Крка. Основна делатност Терми Крка је медицинска рехабилитација кардиоваскуларних болесника и болесника са обољењима респираторног система и са ограниченом покретљивошћу.

## Тржишта и пословна мрежа
Крка је међународна компанија која 92% својих производа продаје ван Словеније у преко 70 држава света. Компаније и представништва су присутне на скоро свим великим тржиштима, док производне капацитете Крка има у Руској Федерацији, Пољској, Хрватској и Немачкој. 
Регија Источна Европа у оквиру Крка Групе је највећа продајна регија са 31% укупне продаје. Одмах иза следе регија Централна Европа са 25% удела у укупној продаји те регије западна Европа и Прекоморска тржишта са кумулативним уделом у продаји од 25%. Поред ових тржишта Крка своје производе продаје у Африци, на Арапском полуострву и на Далеком истоку. Регија Југоисточна Европа у укупној продаји учествује са 13%. Крка у Словенији продаје 8% своје укупне продаје и водећа је фармацеутска компанија на матичном тржишту. Крка послује на тржиштима од Лисабона до Владивостока. Крка има 25 компанија и 20 представништава у иностранству у којима је запослено више од 49,7% свих запослених у компанији. 

## Истраживање и развој
У 2012. години Крка је регистровала 14 нових производа у 25 фармацеутских облика и јачина: 8 нових лекова који се издају на рецепт, 1 лек који се не издаје на рецепт и 5 нових лекова који се употребљавају у ветеринарској медицини. У различитим државама Крка је добила 612 нових регистрација за различите производе.

## Историја
Фармацеутска лабораторија Крка основана је 1954. године. Две године касније прерасла је у фабрику лекова. Крка је свој први производ регистровала на домаћем тржишту и направила пробој на страно тржиште шездесетих година прошлог века. У времену након тога Крка је своју понуду проширила са лиценцним препаратима и прибавила своју прву ФДА регистрацију за производњу антибиотика. 
Раних 80-их година прошлог века Крка је свој развој усмерила ка производњи сопствених генеричких производа са додатном вредношћу. У истом периоду Крка је започела интензивни развој маркетиншке мреже и јачање своје позиције на Европским тржиштима. Изласком на Љубљанску Берзу 1997. године Крка је транформисана у отворено акционарско друштво. У 2007. години Крка је направила своју прву аквизицију стране компаније. Данас је Крка једна од водећих генеричких фармацеутских компанија у свету.